# Farbfilm
Die Geschichte des Farbfilms begann bereits Ende des 19. Jahrhunderts mit der vereinzelten nachträglichen Kolorierung monochromer bewegter Bilder und ist seither Teil der Kino- und Filmgeschichte. Farbfilme machen seit den 1960er Jahren das Gros aller neu produzierten Filme aus.

## Geschichte des Farbfilms in der Filmproduktion

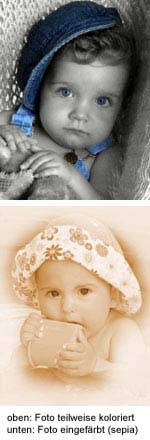
Koloration

### Filmkolorierung
Die Entwicklung vom Schwarzweiß- zum Farbfilm war keine zwangsläufige Abfolge; gerade aus der Frühzeit des Films ist eine Vielzahl von Farbexperimenten bekannt. Zwischen 1900 und 1935 wurden verschiedene Farbsysteme vorgestellt. Dabei wurden zwei unterschiedliche Verfahren eingesetzt. Beim Kolorieren wurden die Einzelbilder des Films in Kolorierateliers von Hand beziehungsweise mit Hilfe von Schablonen koloriert. Eine Gruppe von Koloristen schaffte etwa 128 Bilder pro Tag; die Filme bestanden aus bis zu 112.000 Einzelbildern. Der erste handkolorierte Film stammt aus dem Jahr 1895. Beim Viragieren wurden einzelne Szenen des Films nach dem Entwickeln in einen Farbbottich getaucht; dieses Verfahren war einfacher und billiger, es hinterließ auf jedem Film nur einen einzigen Farbton. Über Jahre entstand eine Farb- und Viragesprache, bei der jede Farbe eine bestimmte dramaturgische Bedeutung besaß. Ähnlich funktionierte das Tönen (Einfärben) von Filmsequenzen mittels verschiedener chemischer Substanzen.

#### Die ersten Farbfilme
Erste farbige Filme sind bereits seit dem Jahr 1896 bekannt. Im Jahr 1905 führte Pathé Frères das Schablonenverfahren ein, um die Kolorier-Arbeit zu erleichtern. Bei dieser Methode durchlief jeder Film der Reihe nach Farbe für Farbe die Schabloniermaschine.
Wohl die erste realitätsnahe Farbwiedergabe mittels Film gelang dem jungen Erfinder Edward Turner mit einer 1899 patentierten Methode. Es handelt sich hierbei um ein additives Verfahren: Bei der Aufnahme der Bilder auf herkömmlichem Schwarzweiß-Film rotiert vor der Linse eine Farbscheibe, vergleichbar jener, die man heute in einfachen DLP-Projektoren für den Heimgebrauch findet. Für jede Farbe – Rot, Grün und Blau – wird idealerweise ein Bild aufgenommen. Zur Projektion rotiert die gleiche Farbscheibe wieder vor dem Projektionsobjektiv, so dass sich durch die schnelle Bildabfolge ein zusammengesetztes Farbbild ergibt. Erhalten ist heute davon unter anderem die kurze Aufnahme eines Scharlachara, die im Jahre 1902 entstand.

#### Kinemacolor
Am 26. Februar 1909 wurde von Charles Urban der erste mit der Kinemacolor-Technik angewandte Kinofilm im Palace-Theatre in England uraufgeführt. Dieses Zweifarbenverfahren ist 1906 von George Albert Smith erfunden worden. Dabei werden die Bilder abwechselnd durch zwei verschiedene Farbfilter aufgenommen und anschließend projiziert. Ein farbiger Kurzspielfilm aus dem Jahr 1916 wurde nach dem Kodachrome-Zweifarbenverfahren hergestellt. In den folgenden Jahren wurden verschiedenartige Farbsysteme angewandt.
Es gab in den 1920er und in den frühen 1930er Jahren das Sirius-Farbfilmverfahren. Die Entwickler lebten in Berlin und waren dort vornehmlich im Bereich Kinowerbung aktiv.

### Das Dreifarbenverfahren

#### Das erste Dreifarbenverfahren
Im Jahr 1912 wurde von Rudolf Fischer das erste brauchbare Dreifarbenverfahren entwickelt. Mit seiner Kamera nahm er durch drei in den Grundfarben getönte Filterscheiben auf Schwarzweißfilm drei recht kleine und unscharfe Farbauszüge auf, die bei der Vorführung durch drei ebenso gefärbte Filter projiziert wurden. Allerdings setzten sich seine Filme, trotz der erfolgreichen Präsentation vor der französischen Fotografischen Gesellschaft und trotz der 1913 in New York gezeigten vertonten Filme, kommerziell nicht durch. Der Einsatz des Verfahrens verschwand um 1920, obwohl es zuvor immer wieder neue Filmvorführungen gegeben hatte. Doch die Entwicklung der Farbfotografie setzte sich fort.

#### Technicolor
Im Jahr 1915 wurde von den amerikanischen Physikern Herbert Thomas Kalmus (1881–1963), D. F. Comstock und W. B. Westcott die Technicolor Motion Picture Corporation gegründet, woraus 1922 die Technicolor Incorporated hervorging. Bei dem sogenannten Technicolor-Verfahren wurden – nach einer zu keiner praktischen Bedeutung kommenden Vorstufe – durch Farbfilter zwei Farben zugleich auf Schwarzweißfilm aufgenommen: Grün (als Mischung der Grundfarben Blau und Gelb) sowie Rot. Die Positive wurden später eingefärbt und passgenau aufeinandergeklebt, so dass die Filme auch mit normalen Projektoren wiedergegeben werden konnten (Bipack-Verfahren). Allerdings waren auch hier zunächst nur zwei Farben verwendet worden; die Wiedergabe reiner Blau- und Gelbtöne war daher nicht möglich. Der erste Film, der diese Technik nutzte, war 1917 The Gulf Between.
Schließlich verwendete man die beiden Farbauszüge, auf denen bei der Entwicklung durch die unterschiedlich starke Auswaschung der Silbersalze ein schwaches Relief entsteht, als Tiefdruckvorlagen und druckte die Positive mit Farbe auf Blankfilm (daher heißen Filmpositive im Amerikanischen bis heute Prints). Damit war der Weg frei zur Konstruktion einer neuen Technicolor-Kamera, die zugleich drei Farbauszüge in Blau, Grün und Rot aufnahm.
Der erste abendfüllende Kinofilm, der mit dem Technicolor-Verfahren alle drei Grundfarben nutzte, war Jahrmarkt der Eitelkeiten von Rouben Mamoulian aus dem Jahr 1935. Der Durchbruch für den Farbfilm kam aber erst 1937 mit Disneys Zeichentrickfilm Schneewittchen und die sieben Zwerge. Daraufhin folgten auch erfolgreiche Filme wie Robin Hood, König der Vagabunden (1938, mit Errol Flynn), Der Zauberer von Oz (1939, mit Judy Garland) und der als bester Film 1939 Oscar-prämierte Film Vom Winde verweht (1939, mit Clark Gable und Vivien Leigh).

#### Ufacolor und Opticolor
Die UFA brachte als ersten Farbfilm einen Tierfilm mit dem Titel Bunte Tierwelt 1931 in die Kinos und benutzte das Zweifarbenverfahren Ufacolor. Die Gasparcolor von Jürgen Clausen war die erste Filmproduktionsgesellschaft, die nach Gáspárs Dreifarbenverfahren Farbfilme herstellte, zumeist Werbefilme, aber auch 1933 den Zeichenfilm Eine Nacht auf dem kahlen Berge von Alexandre Alexeieff.
1936 entstand ein kurzer Spielfilm mit dem Titel Das Schönheitsfleckchen, bei dem ein von den Firmen Siemens und Perutz entwickeltes Linsenrasterverfahren namens Opticolor verwendet wurde.

#### Agfacolor
Das Verfahren, das sich bei der Ufa schließlich durchsetzte, war das von Gustav Wilmanns und Wilhelm Schneider entwickelte Agfacolor-Verfahren. Agfacolor war ein Drei-Farben-Verfahren, das nur ein einziges Negativ erforderte und damit einfacher funktionierte als das amerikanische Technicolor-Verfahren. Allerdings waren die Farben schwächer und unterlagen größeren Schwankungen.
Die ersten Filme, die in Agfacolor produziert wurden, waren die Kulturfilme Bunte Kriechtierwelt und Thüringen (beide 1940). Bis Kriegsende folgten neun Spielfilme: Frauen sind doch bessere Diplomaten (1939/41), Die goldene Stadt (1942), Das Bad auf der Tenne (1943), Immensee (1943), Münchhausen (1943), Die Frau meiner Träume (1944), Große Freiheit Nr. 7 (1944), Opfergang (1944), Wiener Mädeln (1944/49) und  Kolberg (1943/45).
Deutschen Filmamateuren standen seit 1936/37 die ersten Dreischichtfarbfilme in Form der Umkehrfilme von Agfa und Kodak im 16-mm-Format zur Verfügung, später auch im 8-mm-Format. Dabei wurde der farblich überlegene Kodak-Kodachrome-Film bevorzugt. Adolf Hitlers filmbegeisterte Geliebte und spätere Ehefrau Eva Braun, eine ausgebildete und später bei Hitlers Leibfotograf Heinrich Hoffmann angestellte Fotolaborantin, verwendete ebenfalls bereits um 1938 den Kodachrome-Schmalfilm.

#### Nachkriegszeit
Die wesentliche Verbreitung von Farbfilmmaterial begann erst in der Nachkriegszeit. Der erste westdeutsche farbige Nachkriegs-Kinofilm war Schwarzwaldmädel, und in der DDR war es Das kalte Herz. Ab 1952 etablierten sich im Westen Technicolor und Eastmancolor.